# ゾンダーコマンド・エルベ
ゾンダーコマンド・エルベ（ドイツ語: Sonderkommando Elbe）は、第二次世界大戦末期にドイツ空軍が編成した部隊である。米第8空軍によるドイツ本土爆撃が激化する中、これを体当たり攻撃によって阻止あるいは妨害することを目的として編成された。日本ではエルベ特別攻撃隊、エルベ特攻隊とも呼ばれる。英語ではSpecial Command Elbeなどと呼ばれる。

## 歴史

### 神風特別攻撃隊のニュース

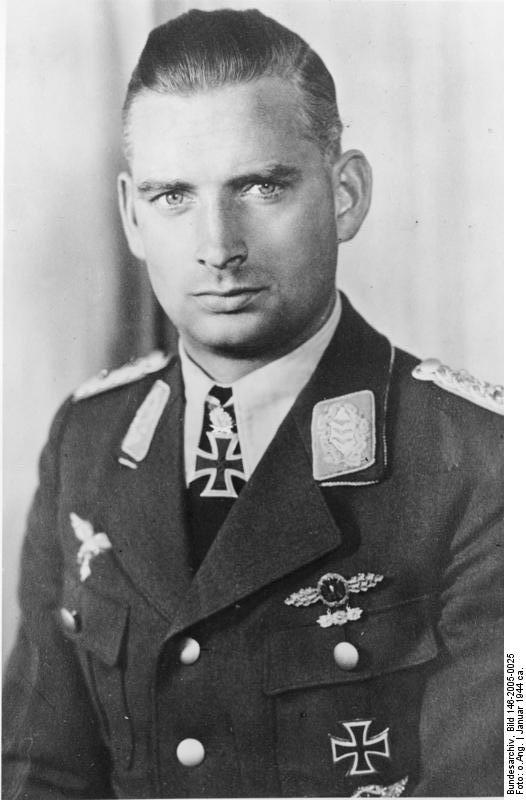
ハヨ・ヘルマン大佐（1944年）

1944年、『フェルキッシャー・ベオバハター』紙は日本海軍が編成した神風特別攻撃隊に関する記事を掲載した。以前から爆撃機への対策としての体当たり攻撃を思案していたハヨ・ヘルマン空軍大佐は、この戦法が周囲で話題になっていた事やドイツ空軍でも個人の判断で敵機への体当たりを試み撃墜に成功した事例が知られていた事から、大島浩駐独大使をデーベリッツの司令部へと招き"カミカゼ戦法"に関する詳細を得た。ヘルマンは日本側が主張する戦果については懐疑的だったが、最後の手段として劇的な戦法を試みようと考えたのである。当初、空軍総司令官ヘルマン・ゲーリングや総統アドルフ・ヒトラーはこの自殺行為としか思えない提案に否定的で、特に第一次世界大戦の撃墜王でもあるゲーリングは「（自滅を前提とするのは）ゲルマン的な戦い方ではない」と語ったという。しかしヘルマンは物資の不足とジェット機の有用性を訴え、その上で「体当たり攻撃で爆撃の足を止めて時間を稼ぎ、ジェット機の生産を確保したい」と主張し、最終的にはゲーリングもこれを受け入れた。ヒトラーは作戦の承認に際して、「（体当たり攻撃は）命令に基づくものではなく、あくまで自由意志で行われるべきである」と強調したという。
ただし、ヘルマンや『ヒトラーの特攻隊』著者の三浦耕喜は、こうした高官らの態度は人道上からの懸念というより、むしろ無責任な臆病さの発露であると指摘している。事実、ゲーリングはヘルマンが作成した草案から「空軍総司令官たる自分が部隊を訪問し激励する」という旨の一文を削除した上で命令文を発行している。

### 編成
この提案により、1944年末から翌1945年初頭にかけて各地の空軍部隊から志願者が募られた。その生還率は10%とされていたが、募集の際には防諜上の理由から「自己犠牲的任務」(Selbstopfer-Einsatz)なる語は用いられず、部隊名も「エルベ教育課程」（Schulungslehrgang Elbe）と伝えられた。
1945年3月24日、マクデブルクからおよそ60km北に位置するシュテンダール・ボルステル飛行場に「エルベ教育課程」への志願者およそ300人が集められた。この際、改めて任務の内容が説明され、その上で志願を辞退する事も認められていたが、多くの隊員はそのままゾンダーコマンド・エルベに留まることを選んだ。以後、4月5日に出撃地となる各基地に振り分けられるまで、教育責任者オットー・ケーンケ少佐（Otto Köhnke）のもとで教育および訓練が行われた。
部隊に残った志願者の多くは訓練途中で送られてきた若い飛行士ばかりで、実戦経験のある者はごく僅かであった。階級は様々だったが隊員らに上下の隔たりはなく、彼らは「Sie（あなた、貴官）」ではなく「du（お前、君）」と呼び合っていたという。彼らに供される食事は、当時のドイツの状況を鑑みれば非常に豪勢なものであった。空軍では隊員の為に将官向け備蓄品を提供し、配給制となり一般には手に入りづらくなっていた肉やパンは好きなだけ食べる事が許されており、そして代用品ではない本物のコーヒーやフランス産のワイン、ハバナ産の葉巻などの嗜好品も供された。
隊員に対しては、標的として想定されているB17爆撃機やB24爆撃機の構造や機銃座の死角など、体当たり攻撃に向けた手法の講義が行われた。また、隊員の士気を鼓舞するべく様々なプロパガンダ映画の上映も行われた。一方、燃料不足に加えて飛行機そのものの到着が遅れていた為、実機を用いた飛行訓練は最後まで行われなかった。ゲーリングやヨーゼフ・ゲッベルスなどの高官による視察も当初は予定されていたが、いずれも取りやめられている。

### 特攻機

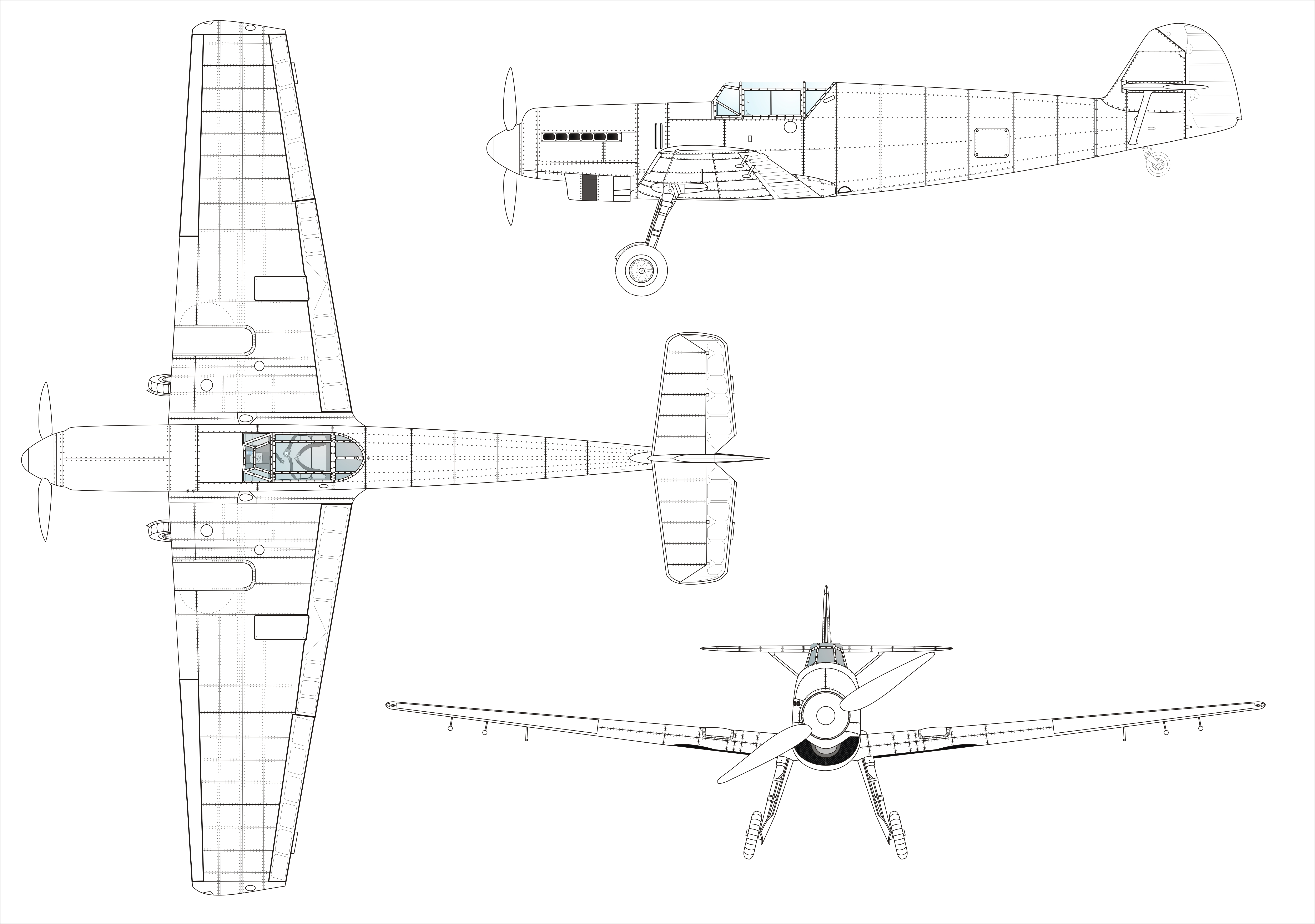
Bf109戦闘機

作戦承認後、ヘルマンはゾンダーコマンド・エルベに配備する戦闘機の調達に着手した。特攻機にはBf109戦闘機が最適とされた。比較的長いエンジン部が衝突時の衝撃を多少なりとも受け止め、飛行士の生存率をわずかに高め、また断面積が小さく鋭い機体の形状が敵爆撃機により大きな打撃を与えうると考えられたためである。ヘルマンはBf109戦闘機を2,000機調達する予定だったが、結局はFw190戦闘機を含む200機程度しか集めることができなかった。
特攻機からは機首および翼内の機銃、照準器、座席後ろの防弾板、無線送信機が取り外されていた。こうした改造は試験担当の技術将校への申請が必要だったが、ヘルマンは一連の手続きを無視し、秘密裏に改造を行わせた。機首のMG131機銃一挺だけが武装として残されたが、携行する弾薬は50発ないし60発にとどめられた。脱出用の射出座席は残されており、飛行士は衝突の直前に脱出して生還することとされていたが、それでも隊員のうち90％ほどが死亡するだろうと予想されていた。また、隊員らは予め私物の整理を命じられ、遺書を用意することも認められていた。
ヘルマンの計画では、まずMe262戦闘機が敵爆撃機の編隊を崩した後、ゾンダーコマンド・エルベの特攻機が襲撃を行うことになっていた。

### 1945年4月7日の大空襲
1945年4月7日、アメリカ軍は1,304機の重爆撃機と792機の戦闘機が参加する大規模なドイツ本土爆撃を行った。ドイツ空軍ではアルトマルクシュテンダール、ザルツヴェーデル、ガルデレーゲンの空軍基地、ザハウ、ガルデレーゲンの野戦飛行場、マクデブルク、ザクセンの飛行場など各地で部隊を出撃させて迎撃を試み、ゾンダーコマンド・エルベもこれに参加した。
特攻機の無線受信機からは、隊員を鼓舞するために『ホルスト・ヴェッセルの歌』や『ドイツ国歌』などが流され、女性の声で「空襲で焼かれた母を、子を思え！」など、連合国への報復を訴えるスローガンが繰り返し叫ばれていた。アメリカ側でもこの通信を傍受している。
体当たりに成功した特攻機の数はごくわずかで、大半が撃墜されるか、機体の故障で不時着を余儀なくされていた。180機程度あった特攻機のうち、離陸に成功したのは150機程度で、実際に戦闘に参加したのは100機程度とされる。乗機からの脱出を果たした隊員の多くは、落下傘で降下する際にアメリカ軍戦闘機からの銃撃にさらされた。生存者のうち部隊に戻ったのは15人のみで、それ以外は負傷者として前線を離れるか連合国軍の捕虜となったという。
ドイツ軍側では「この戦いで米軍爆撃機60機以上を体当たり攻撃によって撃墜した。未帰還者は77名」と報告したが、米軍側では「17機が撃墜され、このうち8機が体当たり攻撃による。また、5機が大破の後墜落。帰還後に損傷が認められたのは147機で、うち109機は修理困難」と報告されている。
結局、ドイツ空軍はこの大空襲を阻止することができなかった。その効果への疑問から、ゾンダーコマンド・エルベは4月17日に解散した。

## 戦後

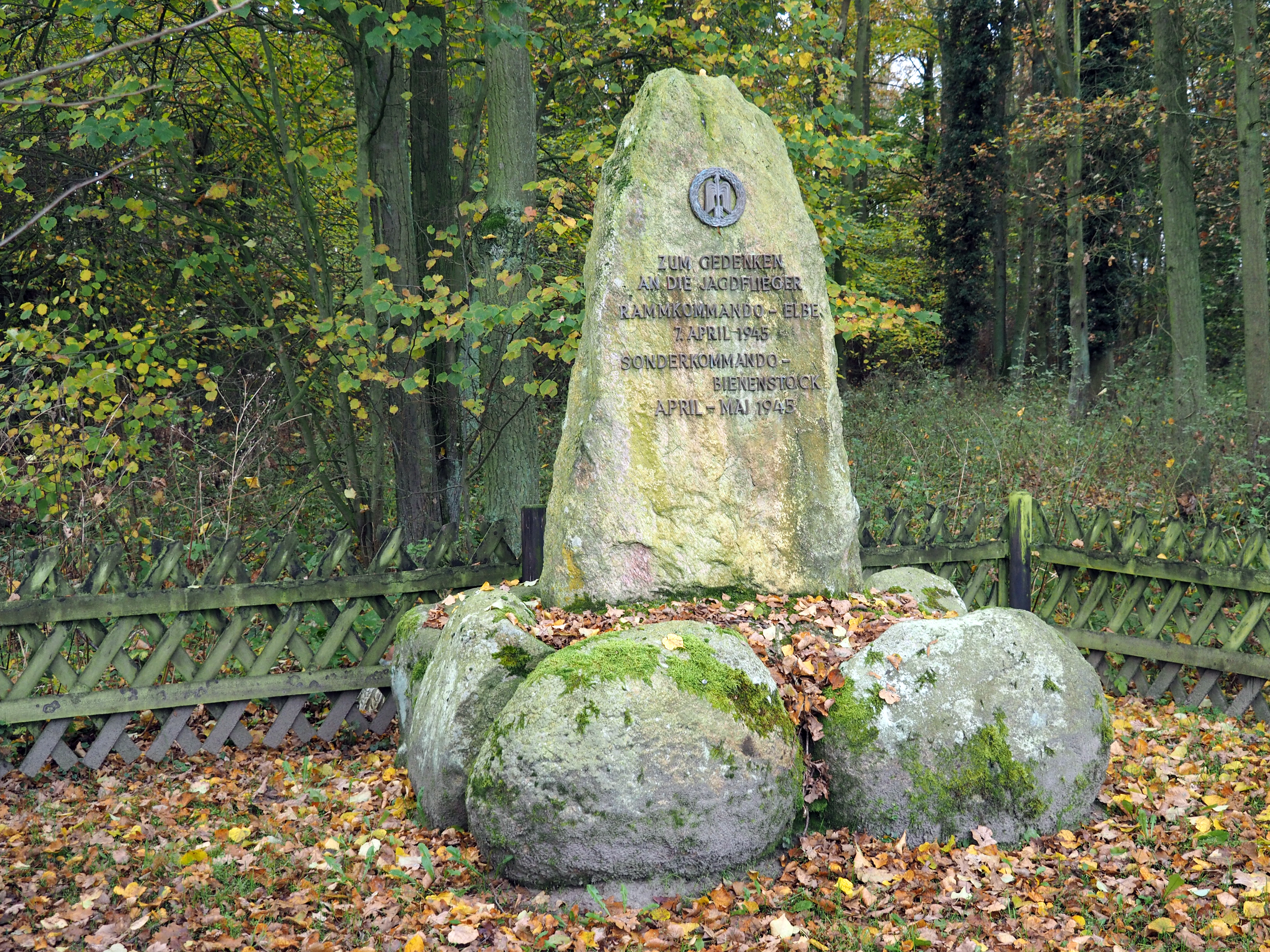
ボッケルスカンプの記念碑

ツェレ市のヴィーンハウゼン・ボッケルスカンプにはゾンダーコマンド・エルベの記念碑があり、また元隊員らの戦友会組織「ゾンダーコマンドス・ビーネンシュトック」(Sonderkommandos Bienenstock)が置かれていた。2005年には、クリストフ・ヴェーベルが監督したドキュメンタリー映画『Das letzte Aufgebot - Hitlers Todespiloten』（最後の召集 - ヒトラーの死のパイロットたち）がドイツにて公開された。この映画ではゾンダーコマンド・エルベなど旧空軍が有した体当たり部隊の元隊員や、体当たり攻撃を受ける側だったアメリカ及び旧ソ連の元飛行士らに対して行われたインタビューをまとめたものだった。